# Montloué
Montloué je francouzská obec v departementu Aisne v regionu Hauts-de-France. V roce 2013 zde žilo 176 obyvatel.

## Poloha
Sousední obce jsou: Dizy-le-Gros, Montcornet, Noircourt, Soize a Le Thuel.

## Vývoj počtu obyvatel
Počet obyvatel